# Grote wespbij
De grote wespbij (Nomada sexfasciata) is een vliesvleugelig insect uit de familie bijen en hommels (Apidae). De wetenschappelijke naam van de soort is voor het eerst geldig gepubliceerd in 1799 door Panzer.
De grote wespbij is een nestparasiet of koekoeksbij van langhoornbijen (Eucera), waaronder de gewone langhoornbij Eucera longicornis.